# آچچیون
آچچیون (انگلیسی: Achchyon) یک دریاچه در ناحیه خودگردان چوکوتکای کشور روسیه است.